# Nika Vos
Nika Johanna Vos (Breda, 26 de agosto de 1998) es una deportista neerlandesa que compite en remo.
Ganó una medalla de plata en el Campeonato Mundial de Remo de 2022 y cinco medallas en el Campeonato Europeo de Remo entre los años 2021 y 2025.

## Palmarés internacional
| Campeonato Mundial | Campeonato Mundial       | Campeonato Mundial | Campeonato Mundial |
| Año                | Lugar                    | Medalla            | Prueba             |
| ------------------ | ------------------------ | ------------------ | ------------------ |
| 2022               | Račice (República Checa) | Medalla de plata   | Cuatro scull       |
| Campeonato Europeo |                          |                    |                    |
| Año                | Lugar                    | Medalla            | Prueba             |
| 2021               | Varese (Italia)          | Medalla de plata   | Ocho con timonel   |
| 2022               | Múnich (Alemania)        | Medalla de plata   | Cuatro scull       |
| 2024               | Szeged (Hungría)         | Medalla de bronce  | Cuatro sin timonel |
| 2025               | Plovdiv (Bulgaria)       | Medalla de oro     | Cuatro sin timonel |
| 2025               | Plovdiv (Bulgaria)       | Medalla de plata   | Ocho con timonel   |